# هیون وو
هیون وو (انگلیسی: Hyun Woo؛ زادهٔ ۱۸ ژانویهٔ ۱۹۸۵) بازیگر اهل کره جنوبی است.